# Mean Girl (singolo)
Mean Girl è una canzone della rock band inglese Status Quo, uscita come singolo nel febbraio del 1973.

## La canzone
È una traccia di semplice e autentico rock and roll incisa già due anni prima per l'etichetta Pye Records e contenuta nell'album Dog of Two Head del 1971.
In seguito al grande successo ottenuto dalla band dopo il passaggio alla Vertigo Records, la Pye Records decide di sfruttare il buon momento pubblicando questo singolo e un po' di altro materiale (anche inedito) degli anni precedenti.
Il singolo va al n. 20 e staziona nelle classifiche britanniche per 11 settimane.

## Tracce
1. Mean Girl - 3:53 - (Rossi/Young)
2. Everything - 2:35 - (Rossi/Parfitt)

## Ristampe
Il brano viene ristampato come 45 giri il 21 luglio 1978 dalla Pye Records, mentre nel novembre 1981 viene ristampato dalla Old Gold. Entrambe le versioni hanno le stesse tracce.

### Tracce
1. Mean Girl - 3:53 - (Rossi/Young)
2. In My Chair - 3:14 - (Rossi/Young)

## Classifiche britanniche
| Posizione | 44 | 36 | 31 | 27 | 22 | 21 | 20 | 25 | 29 | 43 | 42 | uscito |

## Formazione
- Francis Rossi (chitarra solista, voce)
- Rick Parfitt (chitarra ritmica, voce)
- Alan Lancaster (basso, voce)
- John Coghlan (percussioni)